# Le Maître d'armes (bande dessinée)
Pour les articles homonymes, voir Le Maître d'armes.
Le Maître d'armes est le 8e tome de la série de bande dessinée De cape et de crocs d'Alain Ayroles et Jean-Luc Masbou.

## Synopsis
Armand et Lope retrouvent Eusèbe aux prises avec le Maître d'armes, qui l'a provoqué en duel après avoir compris que le lapin se moquait de son nez. Armand se mesure en premier au Maître d'armes, mêlant duel à l'épée et pratique de la rixme, mais est battu. Lope prend alors le relais, et surprend le Maître d'armes en s'avérant capable de contrer la botte "à la un-deux-trois", battant son adversaire. Le Maître d'armes s'avère alors être un Terrien qui, lors de sa carrière militaire, a rencontré le père de Lope et appris la botte de ce dernier. Arrivé sur la Lune, il a été dupé par le prince Jean qui lui a fait croire que le roi était un tyran. Refusant de s'immiscer à nouveau dans les affaires de la Lune, le Maître d'armes déclare qu'il ne prendra pas part à la guerre contre les troupes du prince. Toutefois, alors qu'Armand et Lope quittent son château, le Maître d'armes récupère le mouchoir de Séléné, perdu par Armand, et décide finalement de se joindre à eux.
Le groupe se rend en Litotie, contrée où réside Phébus, l'un des cadets de la Lune qui les informe que les armées de mimes se sont rassemblées à la Sérénissime, le palais du prince. Les Terriens s'y rendent, arrivant en plein milieu d'une représentation des Fourberies de Scapin donnée par Plaisant et Andreo. Profitant d'une diversion offerte par le Maître d'armes qui attaque les comédiens en les accusant d'avoir plagié Le Pédant joué, ils parviennent à s'enfuir, emmenant avec eux Andreo, Plaisant et le savant Bombastus. Dans leur fuite, ils découvrent que le capitaine Mendoza, ennemi juré d'Armand est à la tête des armées du prince. Le groupe retourne à Callikinitopolis à temps pour sauver Hermine et Séléné des machinations de Mademoiselle, qui prend la fuite.
Les défenses de la cité royale s'organisent tant bien que mal en dépit des tergiversations des Sélénites. Toutefois, les troupes royales sont bien maigres, ne pouvant compter que sur les Terriens (Armand, Lope, Eusèbe, Kader, le Maître d'armes, Andreo et Plaisant) ainsi que sur les cadets de la Lune, qui ne sont que trois. La bataille a lieu au matin au défilé des Thyropyles, et la vaillance des défenseurs de la cité royale ne fait pas le poids face à l'écrasante supériorité numérique des armées du prince et l'utilisation d'armes à feu par les hommes de Mendoza. Dans une mesure désespérée, le Maître d'armes provoque un éboulement de pierres vives, mais cela est insuffisant pour stopper l'avancée de Mendoza. Les trois cadets sont abattus, tandis que Lope est grièvement blessé ; les autres Terriens parviennent toutefois à éviter le trépas et la capture. La cité royale tombe aux mains du prince Jean, tandis que Séléné et Hermine prennent la fuite.

## Analyse
L'histoire de l'album est centrée sur le personnage éponyme du Maître d'armes, abondamment évoqué dans le tome précédent. La physionomie du personnage est largement inspirée de celle de Cyrano de Bergerac tel qu'il est décrit dans la pièce d'Edmond Rostand, à savoir un homme avec un nez très proéminent. Durant leurs duels, le Maître d'armes et Armand font d'ailleurs abondamment référence à la célèbre tirade du nez (« un discours imagé ponctué de "que dis-je !", jouant au géographe, évoquer le contour d'une carte marine »). Bien que cela ne soit jamais dit explicitement, le Maître d'armes semble ainsi n'être nul autre que Cyrano lui-même, s'enquérant auprès d'Armand du succès de La Mort d'Agrippine et du Pédant joué, reprochant plus tard à Andreo et Plaisant, qui jouent Les Fourberies de Scapin, d'en avoir plagié le texte (et refusant de croire en la responsabilité de Molière). L'adjonction au groupe du Maître d'armes et le recrutement de ses cadets permet en outre d'offrir une belle place aux figures de style : Phébus est originaire de Litotie, dont les habitants ne s'expriment qu'en litotes et euphémismes (est d'ailleurs repris l'exemple classique « Je ne te hais point » du Cid), introduisant parfois un décalage comique entre une parole sobre (« cela ne me dérange pas ») et un geste plus ardent (frapper du poing sur la table) ; tandis qu'Aldrin représente la région de Redondie (répétant son nom après que le Maître d'armes l'a présenté et décrivant tout ce qu'il fait, y compris mourir). L'album comporte également une référence comique au premier tome : lorsque Lope et Armand s'infiltrent sur le navire du prince Jean, le premier contrefait le rat (ce qu'il ne savait pas faire la première fois) pour tromper la vigilance de mimes qui ont le même comportement que les hommes de Kader jadis.
La figure du Maître d'armes est toutefois loin d'être le seul clin d’œil à la littérature et la culture générale. En effet, comme dans les autres albums de la série, différentes références à la culture populaire apparaissent dans le récit, à commencer par le discours des personnages. Ainsi, la phrase de Plaisant (« rien d'autre que leurs feux qui rougeoient et Andreo qui larmoie ») est une référence au personnage de Sœur Anne, tandis que le Maître d'armes cite, avec ses propres mots, la troisième loi de Clarke en affirmant que « tout prodige cache un fait scientifique dont le sens nous échappe ». Les chimères, aux capacités de transformation déjà largement mises en avant dans l'album précédent, s'incarnent ici en licornes, centaures, sirènes, et autres hippomyrmèques (créature imaginée par Lucien de Samosate, explicitement mentionné) ainsi qu'un hippocampéléphantocamélos (qualifié d'« à-peu-près ») et un hippogriffe. La machine imaginée par Bombastus en prévision de la bataille (déclarée non fonctionnelle par le Maître d'armes, qui évoque son apprentissage auprès de Pierre Gassendi) copie le char d'assaut conçu par Léonard de Vinci. Les trois cadets de la Lune, vêtus d'une casaque bleue et présentant chacun une physionomie distincte, rappellent les Trois mousquetaires, et leurs noms font référence aux trois célèbres astronautes de la mission Apollo 11 (Michael Collins pour Colin, Neil Armstrong pour Fort-à-bras et Buzz Aldrin pour Aldrin de Redondie). Ne devant leur survie qu'à un radeau de fortune, les pirates semblent tirer à la courte paille comme dans la comptine Il était un petit navire, et la dernière case montrant leur situation copie Le Radeau de La Méduse. Enfin, l'un des bâtiments cherchant à fuir la cité royale après la bataille (laquelle porte le nom de "Bataille des Thyropyles", rappelant celui de la bataille des Thermopyles) ressemble à la Sagrada Família.
Le récit continue de dépeindre le prince Jean en lui attribuant les caractéristiques usuelles des tyrans et des despotes. Le prince Jean est ici dépeint comme un fat dépourvu de tout sens stratégique, en opposition avec son frère le roi qui aide activement à planifier la défense de Callikinitopolis, et n'hésitant pas, pour accroître son prestige, à réécrire l'histoire : ainsi, la représentation de la bataille des Thyropyles qui le glorifie le montre à la tête d'un petit groupe de mimes face à d'innombrables cadets de la Lune tandis que Mendoza et ses hommes sont en retrait, alors que dans la réalité, les cadets de la Lune n'étaient que trois et que le prince Jean était bien loin du champ de bataille, observant à distance Mendoza commander ses milliers de mimes. Mademoiselle, quant à elle, est plus que jamais dépeinte comme une femme fatale, sous le charme et l'élégance de laquelle se cache une combattante redoutable portant en permanence un couteau caché sur elle, ce qui lui vaut le qualificatif de « cauteleuse hétaïre » par Hermine.

Le dessin de Jean-Luc Masbou montre ici un grand recours à la monochromie et à la bichromie. Ainsi, le dîner chez le Maître d'armes est intégralement dessiné en nuances de violet, tandis que deux scènes de combat font appel à des dessins bicolores : la tentative d'assassinat de Séléné et le combat qui s'ensuit sont dessinés en jaune et violet, tandis que la bataille des Thyropyles est exclusivement dessinée en rouge et blanc.